# Максиміліян (Рило)
Максимілія́н Ри́ло гербу Венява (пол. Maksymilian Ryłło (Ryło, Rylo) herbu Wieniawa; 21 вересня 1719 р., Рилівка, біля Вільни або на території сучасного Борисовського району, Білорусь — 22 листопада 1793 р., Перемишль) — релігійний діяч, василіянин. Єпископ Української греко-католицької церкви; з 1759 року — єпископ Холмський; з 1785 року — єпископ Перемишльський.

## Життєпис
Стосовно дати і місця народження майбутнього єпископа існує кілька версій, тому в одних документах датою народження вказують 21 вересня 1719, в інших — 1715 рік. Те ж стосується і місця народження: в одних джерелах говориться, що майбутній владика народився в родинному маєтку Рилівка неподалік від Вільни, в інших вказується місцем його народження Борисівщина (сучасний Борисовський район в Білорусі) без конкретної назви села.
Походить із католицької шляхетської сім'ї Ієроніма Рила та Анни з роду Мечниковських. Після вступу в Віленський Свято-Троїцький василіянський монастир навчався в Папській Урбаніанській колегії Пропаганди Віри в Римі, здобувши ступінь доктора богослов'я, і був висвячений на священника. Після повернення до рідного краю в 1742 р. був скарбником у Вітебську, вікарієм при церкві св. Трійці в Вільні, а з 1745 року був прокуратором литовської провінції василіян у Варшаві. Максиміліян Рило був ігуменом в Дубно та Дерманського монастиря, а в 1748–1756 рр. був ігуменом Холмського монастиря.
В 1756 р. номінований на посаду Холмського єпископа, однак висвячений був аж в 1759 році у Полоцьку. Активно розпочав працювати над піднесенням морального та інтелектуального розвитку духовенства і вірних єпархії. В 1759 році відкрив в Холмі духовну семінарію. У 1765 році домігся коронації Холмської ікони Божої Матері. Як єпископ Холмський (1759–1785 рр.) був також діяльний на Правобережній Україні (1763–1766 і 1773–1774 рр., відвідав в 1773 році уніятські парафії в Брацлавському воєводстві, що викликало гнів російського уряду, який звинуватив його у «переслідуванні» православних, за що й був арештований окупаційними російськими військами у Бердичеві) в 1774 році на кілька місяців. У 1780–1785 рр. був адміністратором, згодом єпископом Перемишльським. Заснував духовну семінарію у Перемишлі, дбав про заснування катедральних капітул і піднесення духовенства, виклопотав від австрійського цісаря Леопольда I декрет про зрівняння греко-католицького обряду з латинським та розпочав у 1790 заходи за відновлення Галицької митрополії.
У 1787 році підтримував Львівського єпископа УГКЦ Петра Білянського, який зайняв позицію всупереч проєкту заміни грошової дотації для консистора; це викликало протести серед підлеглого духовенства.
Залишив праці з історії Української греко-католицької церкви та цінний щоденник (1742 р.) особистих спостережень, які записав під час візитацій парафій.
Єпископ Максиміліян видержавив для світських людей частину села Нагуєвичі, яка була в посіданні місцевого василіянського монастиря за княжих часів, пізніше — Перемишльської єпархії УГКЦ.
Після його смерті адміністратором єпархії був призначений Львівський єпископ Петро Білянський.